# Бопре (Квебек)
Бопре (фр. Beaupré) је град у Канади у покрајини Квебек. Према резултатима пописа 2011. у граду је живело 3.439 становника.

## Становништво
Према резултатима пописа становништва из 2011. у граду је живело 3.439 становника, што је за 14,4% више у односу на попис из 2006. када је регистровано 3.006 житеља.
| 2006. | 2011. |
| ----- | ----- |
| 3.006 | 3.439 |